# Sponswatervorkje
Sponswatervorkje of zomersponsvorkje (Riccia cavernosa) is een soort uit het geslacht landvorkje (Riccia). Het komt voor op klei en leem. Het is een pionier van open, permanent vochtige tot natte, zandig-lemige grond en rivierklei.

## Kenmerken
Sponswatervorkje is een thalleus levermos. Het vormt platte, enkele centimeters grote, kristalkleurige lichtgroene rozetten met een diameter tot 3 cm. De lobben zijn tot 2,5 mm breed met een min of meer afgeknotte punt. Planten zijn meestal geelgroen, zonder roodachtig pigment, en behouden hun gelige kleur als ze droog zijn. Het bovenoppervlak heeft alleen aan de punt een zeer korte, onopvallende groef en perforaties bijna tot aan de takpunten. Deze perforaties vallen snel verder weg van de punt uiteen, waardoor de oudere delen richting het midden van de rozet duidelijk sponsachtig blijven. Er zijn donkere sporen aanwezig in het oudere sponsachtige weefsel en kunnen zichtbaar worden naarmate de thallus uiteenvalt.
Het kristalkleurige voorkomen wordt veroorzaakt door het sponsachtige karakter van het mos, dat vol holten zit. Verwarring is soms mogelijk met gedeeld watervorkje (Riccia huebeneriana).

## Ecologie

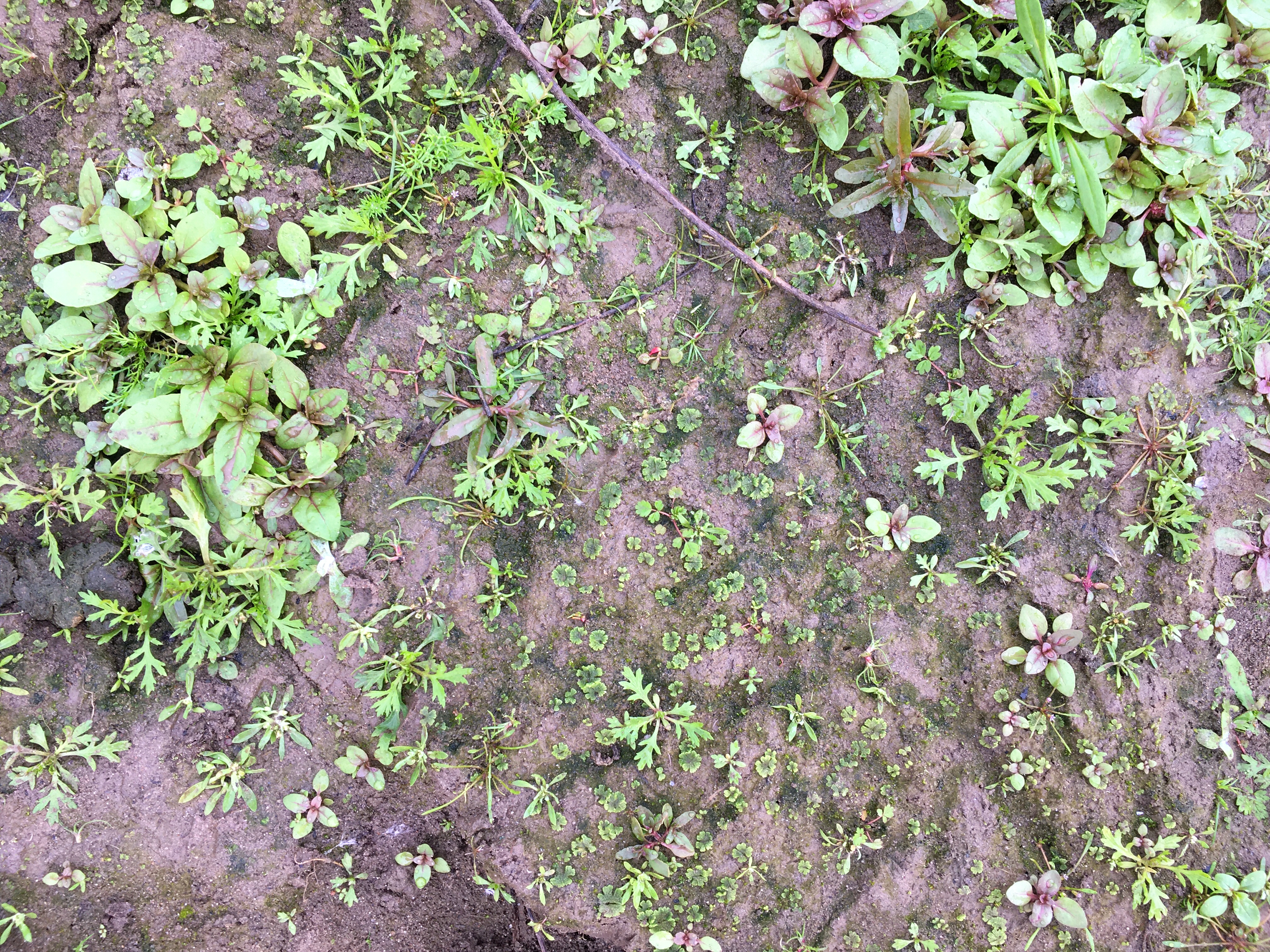
Pioniervegetatie van de slijkgroen-associatie met sponswatervorkje als dominante soort in de moslaag.

Sponswatervorkje is onder meer te vinden op tijdelijk drooggevallen oevers van (duin)plassen, poeltjes, sloten en langs rivieren en beken. Ook komt het voor op de bodem van droogstaande sloten en beken, op drooggevallen zandplaten, op greppelkanten, op akkerland, tussen trottoirtegels en straatklinkers en op andere vochtige secundaire standplaatsen. De soort heeft vanouds een optimum in de duinen en langs de grote rivieren. 
De soort wordt regelmatig gevonden in natuurherstel- en natuurontwikkelingsprojecten waarbij open grond en natte milieus worden gecreëerd, vaak op eutrofe bodems

### Syntaxonomie
In de syntaxonomie staat sponswatervorkje te boek als kensoort voor de slijkgroen-associatie.

## Verspreiding
In Nederland is sponswatervorkje landelijk vrij zeldzaam. In het rivierengebied is de soort algemeen. Het is niet bedreigd en staat niet op de Nederlandse Rode Lijst.

## Fotogalerij

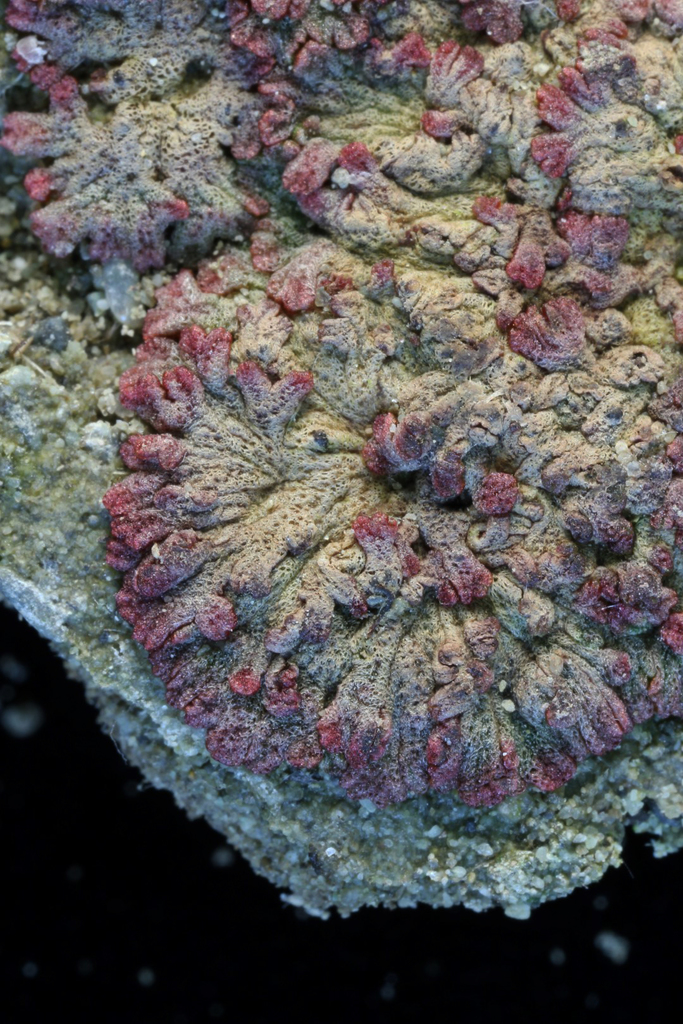
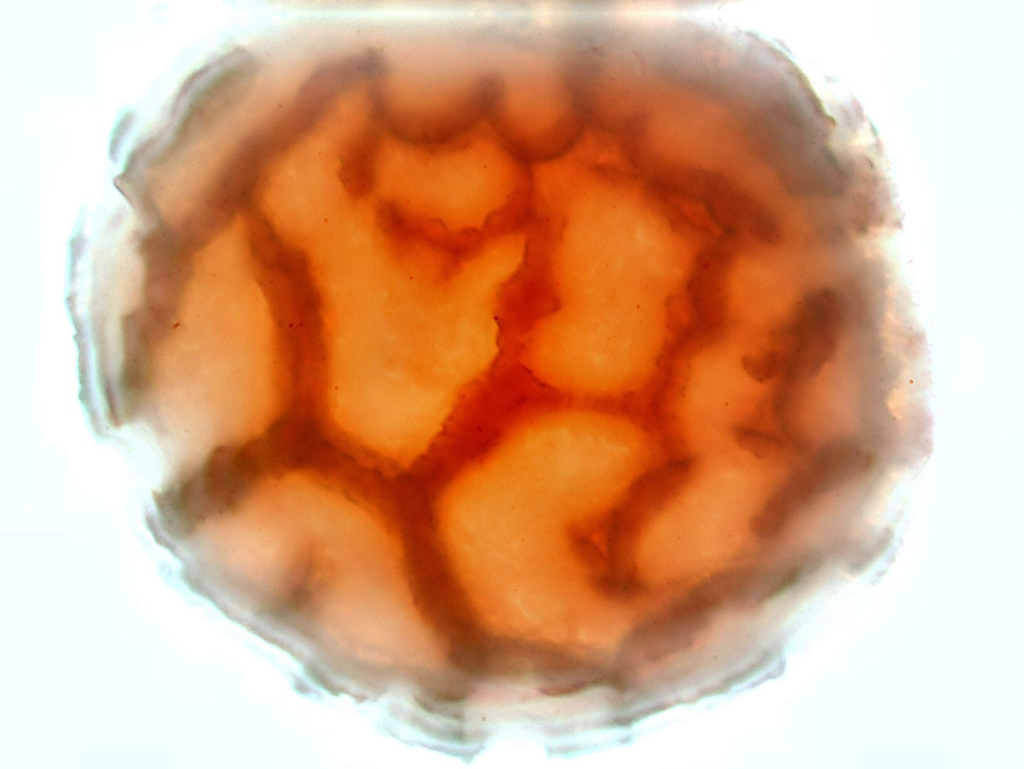
Sporen met ornamentatie